# Judi Barrett
Judi Barrett (New York, 5 aprile 1941) è una scrittrice statunitense, autrice di libri illustrati per bambini. Il marito Ron Barrett è l'artefice della parte illustrata di numerose sue opere..

## Opere
- Old MacDonald Had an Apartment House, 1969
- Animals Should Definitely Not Wear Clothing, 1970
- An Apple a Day, 1973
- Benjamin's 365 Birthdays, 1974
- Peter's Pocket, 1974
- I Hate to Take a Bath (illustrated by Charles B. Slackman), 1975
- I Hate to Go to Bed (illustrazioni a cura di Ray Cruz), 1977
- The Wind Thief (illustrazioni a cura di Diane Dawson), 1977
- Cloudy With a Chance of Meatballs (illustrazioni a cura di Ron Barrett), 1978
- Animals Should Definitely Not Act Like People, 1980
- I'm Too Small, You're Too Big, 1981
- A Snake Is Totally Tail, 1983
- What's Left?, 1983
- Pickles Have Pimples, and Other Silly Statements, 1986
- Pickles to Pittsburgh: The Sequel to Cloudy With a Chance of Meatballs, 1997
- Old MacDonald Had an Apartment House, 1998
- The Things That Are Most in the World, 1998
- I Know Two Who Said Moo: A Counting and Rhyming Book, 2000
- Which Witch Is Which?, 2001